# Ундоры
Ундоры — село в Ульяновском районе Ульяновской области. Административный центр Ундоровского сельского поселения.

## География
Расположено в 40 км севернее от областного центра Ульяновска и в 22 км от районного центра, на правом берегу Куйбышевского водохранилища, на живописной Приволжской возвышенности, водоразделе рек Волги и Свияги. Село большое, широко разбросанное, в нём 29 улиц и 8 переулков. Знаменито оно прежде всего своими минеральными источниками, которые содержат до 20 полезных микроэлементов. В 1982 году 7,5 тысячи гектаров вокруг села Ундоры признаны курортной зоной.

## История
В 1650 году, по грамоте царя Алексея Михайловича, было пожаловано казанцу Ивану Елизаровичу Юрьеву и его сыну Михаилу Ундоровское городище. В 1658 году была построена церковь во имя Воскресенья Христова, с двумя приделами: Казанской Божьей Матери и Николая Чудотворца. А село было названо Новое Воскресенское, в 1689 году переименовано в село Воскресенское, Ундоры тож.
В 1708 году вошло в состав Казанского уезда Казанской губернии (1708—1781).
В 1748 году, Б. И. Толстой построил новую деревянную церковь, село стало называться — Архангельское, Ундоры тож.
В 1768 году русский путешественник академик П. С. Паллас обнаружил в окрестностях Ундор богатые залежи горючего сланца, но разработка началась лишь в 1918 году.
В 1780 году село Архангельское, Ундоры тож вошло в состав Симбирского уезда Симбирского наместничества.
В начале XIX века собственником имения в Ундорах был сподвижник фельдмаршала А. В. Суворова генерал-майор в отставке П. Н. Ивашев. Здесь родился его сын — известный декабрист В. П. Ивашев. Местные края в своё время посещали знаменитые деятели русской культуры Д. В. Давыдов, Н. М. Языков, И. В. Анненков.
В начале XIX века генералом П. Н. Ивашевым была открыта участковая больница.
Здесь прошли детские и юношеские годы декабриста В. П. Ивашева — сына генерала П. Н. Ивашева.
В 1807 году действительным тайным советником Александром Васильевичем Толстым был построен каменный храм; придел при Храме каменный, устроен в 1840 году генерал-майором Андреем Егоровичем Головинским; весь Храм ремонтирован в 1891 году. Престолов два: главный (холодный) — в память обновления храма Воскресения Христова, в приделе (тёплый) — во имя Св. Троицы.
В 1848 году Ундоры стали собственностью П. М. Языкова, женатого на одной из сестёр декабриста — Елизавете Ивашевой (с 1824). Он основал здесь ещё и поташный завод, а его сын в 1862 году построил единственную в Симбирской губернии каменную ветряную мельницу. На принадлежащей Ивашевым-Языковым волжской пристани имелось: 14 амбаров, 17 лабазов и гостиница, которые сдавались в аренду симбирским купцам для вывоза за пределы губернии хлеба, леса и других товаров.
Накануне реформы 1861 года в Ундорах числилось 272 двора и 739 ревизских душ. Если до реформы крестьяне владели здесь по 2,35 десятин на ревизскую душу, то после реформы их наделы сократились до 1,3 десятин, что стало причиной крестьянских волнений. Чтобы компенсировать потерю земли, ундоровцам пришлось усиленно заняться ремёслами, промыслами и мелкой торговлей.
В 1869 году здесь открыта школа, а с 1896 года существует при ней бесплатная народная библиотека-читальня, устроенная на средства уездного земства. Рядом существовала Слобода Красная (ныне в черте села, улица Красная). [Карта Ундор 19 века]
На начало XX века в селе было: волостное правление; земская больница, в 314 дворах жило 842 мужчины и 938 женщин; 17 торговых лавок и кабаков; здесь еженедельно по воскресеньям проходили базары, летом собиралась ярмарка.
В 1913 году в русском селе Ундоры был 471 двор, 2171 житель, церковь, министерское училище, волостное правление, земская больница, пароходная пристань, базар по воскресеньям, хлебный торг. В XIX — начале XX веков в селе было развито суконное производство и бондарный промысел.
В начале мая 1917 года крестьяне самовольно захватили землю помещика, однако её пришлось вернуть по приказу губернского комиссара Временного правительства. Окончательно национализация земли и усадьбы состоялась весной 1918 года.
В 1920—1930-е годы с использованием минеральных лечебных источников на её базе стал работать Дом отдыха. С 1936 открыт стационарный Дом отдыха работников леспромхоза, а с 1939 — пионерский лагерь (ныне детский оздоровительный лагерь «Волжанка»).
В 1920-х годах около села был основан посёлок Малые Ундоры, для работников опытного завода по освоению золы и шлаков горючих сланцев (основал Ф. Е. Вольсов), а Ундоры стали называться Большие Ундоры. В 1950-х годах, когда Малые Ундоры вошли в состав Ундор, Ундорам вновь вернули прежнее название. [карта 1950 г.]
В 1928 году село в составе Телешовского района Ульяновского округа Средневолжской области, с 1929 года — в Богдашкинском районе, с 1930 по 1932 гг. — в Ульяновском районе, затем опять в Богдашкинском районе.
В 1928 году в селе появляется ТОЗ, реорганизованное через год в колхоз. Был создан Ундоровский МТС. После неоднократных административных реформации в 1950—1960-е колхоз был преобразован в совхоз «Ундоровский», затем в совхоз «Волжанка».
На 1930 год село было административным центром Ундоровского с/с куда входили: Городищи, Ундоры и Малые Ундоры.
В начале 1930-х годов здесь планировалось создать «Ундоровский промышленный куст» по добыче сланца. Была построена железная дорога «Ундоры-Ульяновск», но этим планам не суждено было сбыться.
С 14 декабря 1943 года по 2 ноября 1956 года село входило в состав Ишеевского района.
В Великой Отечественной войне участвовали 312 человек, 160 из них погибли.
4 декабря 1983 года санаторий имени В. И. Ленина в Ундорах принял первых отдыхающих.
В 2005 году Ундоры стали административным центром Ундоровского сельского поселения.

## Палеонтология
Около 140 миллионов лет назад на этом месте находилось море. В нём жили ихтиозавры, плиозавры, плезиозавры и другие морские обитатели. Их окаменевшие остатки в изобилии находят на берегу Волги и в многочисленных оврагах. Undorosaurus gorodischensis (ундорозавра), найденного близ села Ундоры, учёные определяют как вид из семейства офтальмозаврид. Богатые находки юрского периода стимулировали создание Ундоровского палеонтологического музея и двух палеонтологических заказников. В публицистических статьях Ундоры называют родиной ихтиозавров, в рекламных проспектах — русскими Карловыми Варами. В 2018 году «Ульяновский палеонтологический заказник» официально переименован в Ульяновский государственный палеонтологический заказник «Геопарк Ундория». В геопарк войдут Ульяновский государственный палеонтологический заказник, Городищенский разрез, минеральные источники, Щучьи горы, парк Ивашевых, «Иеронимушкин родник», Старомайнский залив. В селе Ундоры уже построен Палеонтологический музей.

## Достопримечательности
- В селе установлен памятник погибшим односельчанам в Великой Отечественной войне[15].
- Богатейшие материалы по истории и природе села сосредоточены в сельском краеведческом музее.
- Ундоровский палеонтологический музей
- Воскресенская церковь[16][17]
- Часовня Николая Чудотворца[18]
- Часовня Антония Ундоровского в Малиновом овраге[19]
- Часовня Андрея Первозванного в Малиновом овраге[20]

## Памятники природы
- Ундоровский минеральный источник
- Волжанка (минеральная вода)
- Ундорские горы
- Родник, святой источник апостола Андрея Первозванного[21].
- «Антониев родник», святой источник блаженного Антония Ундоровского[22].
- Родник, святой источник святителя Николая Чудотворца[22].
- «Иеронимушкин родник», святой источник преподобномученика Иеронима Санаксарского[22][23].
- Родник № 14 «Святые Вершины»[22].
- Минеральный источник № 6 «Серебряный»[24].
- Минеральный источник № 8[25].
- Ундоровский минеральный источник № 1 «Главный»[25].
- Купальня с купелью иконы Божией Матери «Живоносный источник»[26].
- С 22 января 2018 года создан Геопарк «Ундория», который полностью находится на территории Ульяновского района от д.о. Дубки у с. Ундоры до п. Поливна. Общая протяжённость территории составляет 25 км. Геопарк имеет общую площадь 1 250,0 га.

## Предприятия
- ПО Ундоровский завод минеральной воды «Волжанка» (разлив минеральной воды из Ундоровских источников, производство безалкогольных напитков, молочных и хлебобулочных изделий).
- Сельскохозяйственное предприятие «Волжанка» (часть холдинга ПО УЗМВ «Волжанка»).
- Охотхозяйство «Волжанка» (часть холдинга ПО УЗМВ «Волжанка»).
- ООО «Транспортно-экспедиционная компания» (часть холдинга ПО УЗМВ «Волжанка»).

## Инфраструктура
- Конно-спортивный клуб «Волжанка».
- Магазин торговой сети «Волжанка» (часть холдинга ПО УЗМВ «Волжанка»).
- Кафе «Волжанка» (часть холдинга ПО УЗМВ «Волжанка»).
- Детский сад «Солнышко».
- Ундоровский общеобразовательный лицей.
- Дом культуры.
- Школа искусств.

Вблизи села на базе минеральных источников располагаются: санатории имени В. И. Ленина (ориентированный на людей старшего возраста) и «Дубки» (для семейного отдыха с детьми), областной реабилитационный центр, детские оздоровительные лагеря, дом отдыха «Серебряный источник», палеонтологический заказник. Ундоры — центр курортной зоны.

## Учреждения рекреационной сферы
- Санаторий имени Ленина[27] (часть холдинга «Ульяновсккурорт»).
- Санаторий «Дубки» (часть холдинга «Ульяновсккурорт»).

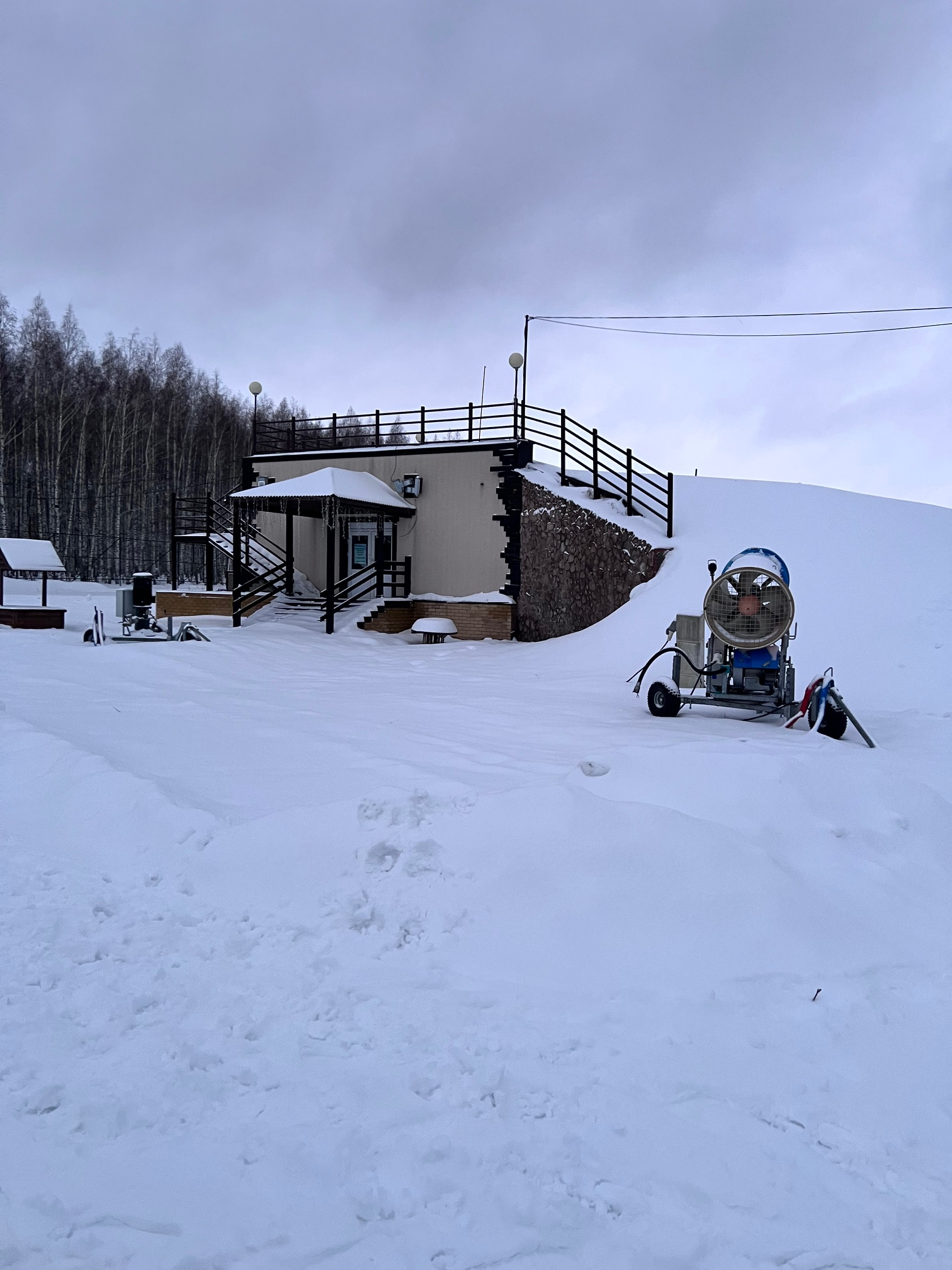
Горнолыжный комплекс «Ундоры»

- Горнолыжный комплекс «Ундоры»Горнолыжный комплекс «Ундоры» (открыт 13 января 2013 года, часть холдинга «Ульяновсккурорт»).
- Кемпинг «Чайка» (часть холдинга «Ульяновсккурорт»).
- ГУ «Ульяновский Областной социально-реабилитационный центр им. Е. М. Чучкалова».
- Детский оздоровительный лагерь «Волжанка».

## Названные в честь села
- ул. Ундоровская (Солдатская Ташла),
- Ундорозавр (Undorosauru))

## Транспорт
- Работает пригородное маршрутное такси 111 «Ульяновск — Ундоры» (обслуживается ИП Горюновой Т. А. из Ульяновска). Также через село проходит междугородний автобус 511 «Тетюши — Ульяновск» (обслуживается ОАО «Тетюшское АТП»).

## Население
| 2002 | 2010  | 2021  |
| ---- | ----- | ----- |
| 3406 | ↗3698 | ↘3270 |